# جوزف ادیسون
جوزف ادیسون (به انگلیسی: Joseph Addison) نویسنده و شاعر سیاسی‌مسلک انگلیسی بود.

## زندگی
در سال ۱۶۷۲ متولد شد. پدرش، «لانسلوت ادیسون» فردی مقید به مذهب و صاحب ادب و قلم بود. وی پس از فارغ‌التحصیلی از دانشگاه آکسفورد به ادبیات روی آورد. اشعاری را که به زبان لاتین سرود مورد پسند «درایون» قرار گرفت و از آن به بعد با حقوق دولتی که دریافت می‌کرد به مسافرت‌های تجربی خود در زمینه سیاسی اجتماعی به سراسر اروپا دست زد.
ادیسون با کنجکاوی آثار بزرگان ادب جهان دست به نویسندگی زد.
وی به علت اشتیاق سیاسی که داشت در ژورنال معروف «تاتلر» با دوست خود «ریچارد استیل» دست به همکاری داد و با تجربه این همکاری خود نیز بانی دیگری را بنام «اسپکتیتور» که بسیار مشهور بود، گردید.
مقالات سیاسی اجتماعی اش باعث جذب خوانندگان فراوانی برای نشریه مذکور گردید و وی در اثر فعالیت و لیاقت شخصیتی که داشت چند بار پست‌های مهم سیاسی دولتی را نیز اشغال نمود.
ادیسون به سال ۱۷۰۴ به درخواست «لرد هالیفاکس» به نگارش کتاب «مبارزه» پرداخت و به سال ۱۷۰۸ عضو پارلمان انگلیس شد، آنگاه به سال ۱۷۱۰ کتاب معروف «ممتحن آزادیخواه» را به رشته تحریر درآورد.
وی در سال ۱۷۱۳ نمایشنامه معروفی به نام «کتو» را نوشت که شهرت فراوانی برایش به بار آورد.
جوزف ادیسون به سال ۱۷۱۶ با خانم «شارلوت کنتس دوارجر واریک» (Dowager Countess of Warwick) ازدواج کرد که بلافاصله به عنوان لرد به مقام عضو کمیسون تجارت برگزیده شد.
از آثار مهم و برجستهٔ وی، که سنبل عقاید و افکارش است، می‌توان از کتاب «نامه‌های کاورلی» نام برد. اثر گردآوری‌شده وی، به نام «گفتارها»، قابل توجه است.
جوزف ادیسون در ۴۷ سالگی، در سال ۱۷۱۹ میلادی درگذشت.

## کتابشناسی
- کاتو
- مبارزه
- گفتارها
- نامه‌های کارولی
- ممتحن آزادیخواه
- نبرد او